# 梭水珍魚
梭水珍魚，為輻鰭魚綱水珍魚目水珍魚科的其中一種，為深海底棲性魚類，分布於東大西洋區，從挪威北部至西撒哈拉，包括地中海西部、法羅群島、冰島等海域，水深50-700公尺，體長可達35公分，棲息在大陸棚、大陸坡底層水域，成小群活動，以多毛類、甲殼類、軟體動物、魚類等為食，從3月到7月產卵，會季節性洄游，可做為食用魚。